# Apoño
Antonio Galdeano Benítez dit « Apoño » (né le 13 février 1984 à Malaga) est un ancien footballeur espagnol qui évoluait au poste de milieu relayeur.

## Biographie
Apoño évolue principalement avec les clubs de l'UD Marbella et du Málaga CF.
Il dispute 138 matchs en première division espagnole, inscrivant 28 buts. Il réalise ses meilleures performances lors des saisons 2008-2009 et 2012-2013, où il marque neuf buts en championnat.
Il joue également brièvement en première division grecque (trois matchs joués).